# Hebes Chasma
L'Hebes Chasma è una formazione geologica della superficie di Marte.
Prende il nome da Ebe, ancella degli dei dell'Olimpo.